# Tomasz Kuk
Tomasz Kuk (ur. 24 kwietnia 1969 w Gorlicach) – polski śpiewak operowy (tenor).
Absolwent Wydziału Wokalno-Aktorskiego Akademii Muzycznej w Krakowie (klasa prof. Wojciecha Jana Śmietany). Uczestnik kursów mistrzowskich prowadzonych przez Montserrat Caballé, Ryszarda Karczykowskiego i Halinę Łazarską. Laureat międzynarodowych konkursów wokalnych. Solista Opery Krakowskiej. Występował również m.in. w Teatrze Wielkim w Łodzi, Teatrze Wielkim w Poznaniu, Operze Nova w Bydgoszczy i Teatrze Wielkim – Operze Narodowej w Warszawie.

## Wybrane nagrody
- 1997: VII Międzynarodowy Konkurs Sztuki Wokalnej im. Ady Sari w Nowym Sączu – III nagroda
- 1999: Międzynarodowy Konkurs Wokalny im. Vincenzo Belliniego w Caltanissecie – laureat
- 2001: IV Międzynarodowy Konkurs Wokalny im. Stanisława Moniuszki w Warszawie – I nagroda
- 2014: Brązowy Medal „Zasłużony Kulturze – Gloria Artis”

## Wybrane partie operowe
- Alfred (Traviata, Verdi)
- Cavaradossi (Tosca, Puccini)
- Don Jose (Carmen, Bizet)
- Duca (Rigoletto, Verdi)
- Ismael (Nabucco, Verdi)
- Jontek (Halka, Moniuszko)
- Kalaf (Turandot, Puccini)
- Leński (Eugeniusz Oniegin, Czajkowski)
- Manrico (Trubadur, Verdi)
- Pinkerton (Madame Butterfly, Puccini)
- Rudolf (Cyganeria, Puccini)
- Radames (Aida, Verdi)
- Stefan (Straszny dwór, Moniuszko)